# هانز آيزنك
هانز يورغن آيزنك (بالإنجليزية: Hans Jürgen Eysenck)‏ (4 من مارس 1916م – 4 من سبتمبر 1997م) كان عالم نفسي ألماني-بريطاني قضى معظم حياته المهنية في بريطانيا. على الرغم من عمله في كثير من المجالات، إلا أن أكثر ما اشتهر به هو عمله في مجال الذكاء والشخصية. عند وفاته، كان عالم النفس آيزنك المفعم بالحياة الأكثر ذكرًا في المجلات العلمية.

## حياته
ولد آيزنك في برلين، ألمانيا. وتنتمي والدته إلى مقاطعة سيليزيا، وهي نجمة سينمائية تحمل اسم هيلغا مولاندر، أما والده إدوارد أنطون آيزنك فكان يعمل كمغنٍ في ملهى ليلي، وقد اختير ذات مرة كـ «أكثر الرجال وسامة في ساحل البلطيق». تولت جدة آيزنك من جهة الأم تربيته (كانت جدته لوثرية متعصبة؛ فبعد موتها في معسكر الاعتقال، اكتشف آيزنك أنها كانت تنتمي «على ما يبدو» إلى عائلة يهودية). صار انتقاله إلى إنجلترا في الثلاثينيات من القرن الماضي إقامة دائمة؛ بسبب معارضته للحزب النازي. «كان كرهي لـ هتلر والنازية -وكل من يؤيدها- غامرًا حيث لا يمكن لأي مجادلة أن تُضعفها.» وبسبب جنسيته الألمانية، كان غير قادرًا في بادئ الأمر على الحصول على وظيفة، وتم اعتقاله تقريبًا خلال الحرب. حصل على الدكتوراه عام 1940م من كلية لندن الجامعية (UCL)، وعمل في قسم علم النفس تحت إشراف الأستاذ السير سيريل بيرت، ولكن علاقته المهنية مع أستاذه كانت مضطربة طوال حياته العملية.

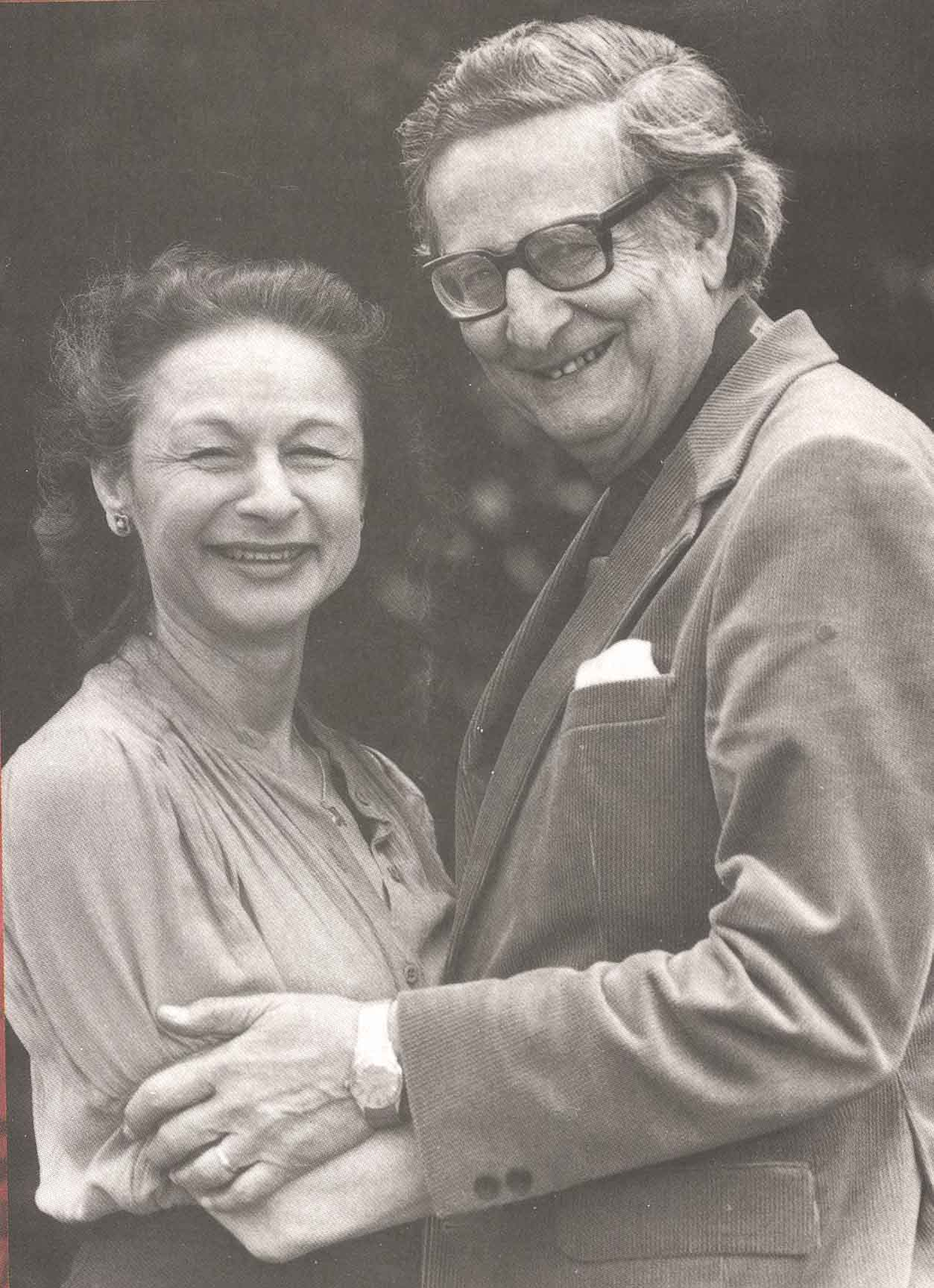
آيزنك و زوجته

عمل آيزنك كأستاذ في علم النفس في معهد الطب النفسي، وكلية كينجز، لندن (كلية تأسيسية تابعة لـ جامعة لندن الفيدرالية)، من 1955م إلى 1983م. وكان مساهمًا رئيسيًا في النظرية العلمية الحديثة للشخصية ومعلمًا بارعا، حيث ساعد في إيجاد علاج للأمراض العقلية. وقام أيضا بإنشاء وتطوير نموذج الأبعاد المميزة للشخصية، والذي يعتمد على عامل الملخصات التحليلية، وهو بذلك كان يحاول جاهدًا ترسيخ هذه الملخصات في الاختلافات الوراثية الحيوية. أسس آيزنك جريدة الشخصية والفروق الفردية (Personality and Individual Differences)، وأَلَّفَ حوالي 80 كتابًا، وكتب أكثر من 1600 مقالة صحفية. حذا ابنه مايكل آيزنك حذو أبيه؛ فصار أستاذ علم نفس مرموقًا. ومات هانز آيزنك في بيت رعاية بلندن عام 1997 نتيجة لإصابته بورم في المخ.

## الذكاء والوراثة
كان آيزنك من رواد علم النفس الذين قالوا بأهمية الوراثة في تحديد الذكاء وكذلك أثر الانتماء العنصري في تحديد الذكاء، الشيء الذي سبب له الكثير من المشاكل من قبيل الهجوم عليه لفظياً وجسدياً، لكنه عاد وتراجع عن نظرياته التي حملت طابعًا عنصريًا، مقدمًا -إثر ذلك-اعتذاره.

## الشخصية والوراثة
في عام 1951 نشر آيزنك هو وباحث آخر أول البحوث حول أثر الوراثة في الشخصية حيث درسوا التشابه والاختلاف في صفة (العصابية neuroticism) لدى التوائم المتماثلة والغير المتماثلة، واستنتجوا أن للوراثة أثر كبير في وراثة تلك الصفة أو السمة.

## روابط خارجية
- هانز آيزنك على موقع مونزينجر (الألمانية)
- هانز آيزنك على موقع إن إن دي بي (الإنجليزية)